# The Monomes
The Monomes és un grup de música madrileny que canta en anglès amb influències de la música rock principalment, tot i que també funk i punk, de la dècada del 1980 i del 1990. El 2008 van publicar el seu primer disc, titulat Give i an ‘M’. El 2011 van fer el seu segon disc, Sweet champagne, amb el productor, Alejo Stivel i el guitarrista Josu García.
Entre les influències que reconeixen hi ha Elvis Presley, The Beatles, Bob Dylan i Ottis Redding. En la seva llista de favorits també hi ha Guns N' Roses, The Doors, Red Hot Chili Peppers, The Ramones, Ben Harper, New Heavies, Arctic Monkeys i Kings of Leon.
El grup es va crear per un anunci que David Hachuel, el guitarra, va penjar en una escola de música. Eddie Morrow és el baix, Clara Collantes la guitarra i Edward Frank la veu. El bateria és Rafael Cebrián, fill de Juan Luis Cebrián, als 14 anys fou el protagonista del musical Grease i ja tocava el piano. Tenen entre 20 i 30 anys. El grup assaja habitualment per Skype perquè els components viuen als EUA (Dani i Rafael), Manchester (Eddie) i Madrid (Clara i Edward), presencialment només assagen una vegada cada mes i mig a Madrid.
Han tocat a Nova York, Rock in Rio 2011 de Rio de Janeiro i el Primavera Pop. També van fer una gira per Espanya, anomenada  Tour Sweet Champagne 2011, que els portà durant dos mesos a Donostia, Valladolid, València, Barcelona, Múrcia, Alacant, Burgos, La Corunya, Granada, Màlaga, Tànger, Cadis, Sevilla, Salamanca, León, Ponferrada, Saragossa, Bilbao, Talavera i Madrid. També van participar en l'Amstel Música en Grande 2012.